# Adagio et fugue en ut mineur
L'Adagio et fugue en ut mineur KV 546 est une composition de Mozart. Elle est une transcription pour cordes de la Fugue en ut mineur pour deux pianos. C'est cependant dans cette version qu'elle est la plus connue. L'œuvre est en partie inspirée par le modèle contrapuntique de Johann Sebastian Bach. 
À la demande du Baron Van Swieten, Mozart avait transcrit en 1782 plusieurs fugues de Johann Sebastian Bach pour trio à cordes (KV 404a), ce qui lui a permis de se familiariser avec la technique du contrepoint. Puis il compose ensuite, non sans difficulté, ses propres fugues dans différentes œuvres (notamment : le prélude et fugue KV 394, la suite dans le style de Haendel KV 399, la messe en ut mineur KV 427, ou la Sérénade pour instruments à vent en do mineur, « Nachtmusik » KV 388. Et en 1783 il compose une Fugue en do mineur pour 2 pianos KV 426, qu'il transcrit en 1788 pour cordes en lui adjoignant un adagio introductif.
Le manuscrit de l'Adagio a disparu. Le manuscrit de la fugue est à la British Library.
Une transcription pour orgue a été réalisée par Jean Guillou.

## Analyse
- Adagio, en ut mineur, à 
, 52 mesures
- Fugue (Allegro), en ut mineur, à , 119 mesures
- Durée de l'exécution : environ 8 minutes

Introduction de l'Adagio :
Le sujet de la fugue est joué en premier par le violoncelle :